# Ochthebius haberfelneri
Ochthebius haberfelneri är en skalbaggsart som beskrevs av Edmund Reitter 1890. Ochthebius haberfelneri ingår i släktet Ochthebius och familjen vattenbrynsbaggar. Inga underarter finns listade i Catalogue of Life.